# Balnissa
Balnissa is een geslacht van hooiwagens uit de familie Trionyxellidae.
De wetenschappelijke naam Balnissa is voor het eerst geldig gepubliceerd door Roewer in 1935. 

## Soorten
Balnissa is monotypisch en omvat slechts de volgende soort:
- Balnissa parva